# Benue (staat)
Benue is een Nigeriaanse staat. De hoofdstad is Makurdi, de staat heeft 5.323.829 inwoners (2007) en een oppervlakte van 34.059 km². De staat is genoemd naar de gelijknamige rivier.

## Lokale bestuurseenheden
Er zijn 23 lokale bestuurseenheden (Local Government Areas of LGA's). Elk LGA wordt bestuurd door een gekozen raad met aan het hoofd een democratisch gekozen voorzitter.
De lokale bestuurseenheden zijn:
| - Agatu - Apa - Apo - Bukuru - Gboko - Guma - Gwer-East - Gwer-West - Katsina-Ala - Konshisha - Kwande - Logo |  | - Makurdi - Obi - Ogbadibo - Ohimini - Oju - Opkokwu - Otukpo - Tarka - Ukum - Ushongo - Vandeikya |

Abia · Adamawa · Akwa Ibom · Anambra · Bauchi · Bayelsa · Benue · Borno · Cross River · Delta · Ebonyi · Edo · Ekiti · Enugu · Gombe · Imo · Jigawa · Kaduna · Kano · Katsina · Kebbi · Kogi · Kwara · Lagos · Nassarawa · Niger · Ogun · Ondo · Osun · Oyo · Plateau · Rivers · Sokoto · Taraba · Yobe · Zamfara
Federaal district: Federal Capital Territory